# 윌리엄 페티

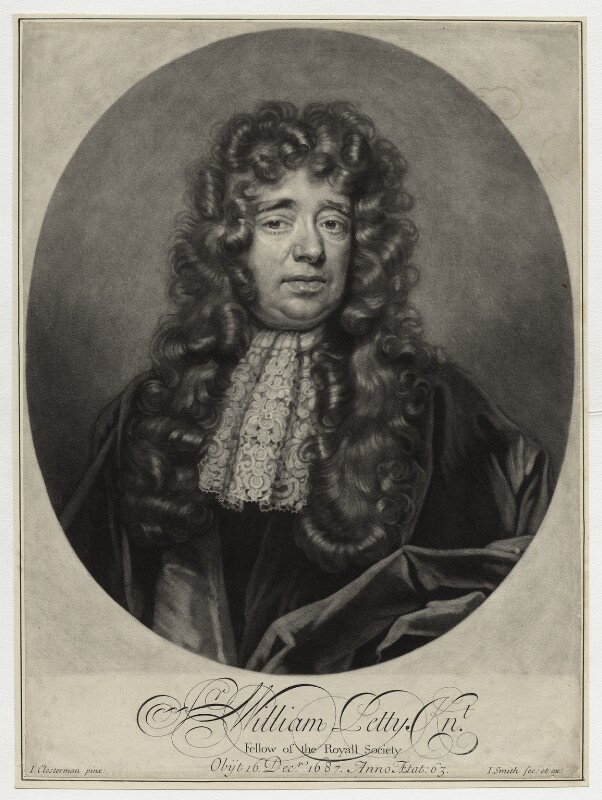

윌리엄 페티 경(Sir William Petty, 1623년 5월 26일~1687년 12월 16일)은 영국의 경제학자이다.
처음엔 의학을 공부하였으나, 뒤에 경제학에 열중하였다. 1649년에 옥스퍼드 대학교의 교수가 되었으며, 경제학 뿐 아니라 여러 방면에 걸쳐 많은 업적을 남겼다. 중농주의의 선구자로서 노동가치설을 주장하였으며, 저서 《정치산술(Political Arithmetic)》에서 사회와 경제를 통계학적으로 설명하려 하였다. 이러한 시도는 애덤 스미스의 분업론에 많은 영향을 주었다.
1661년 기사작위에 서임되었다.

## 같이 보기
- 국내총생산